# Ilja Ehrenburg
Ilja Grigorjevitj Ehrenburg (russisk: Илья́ Григо́рьевич Эренбу́рг tr. Ilja Grigorjevitj Erenburg) (født 26. januar 1891, død 31. august 1967) var en russisk forfatter og journalist.